# Административно-территориальное деление Адыгеи

## Административно-территориальное устройство

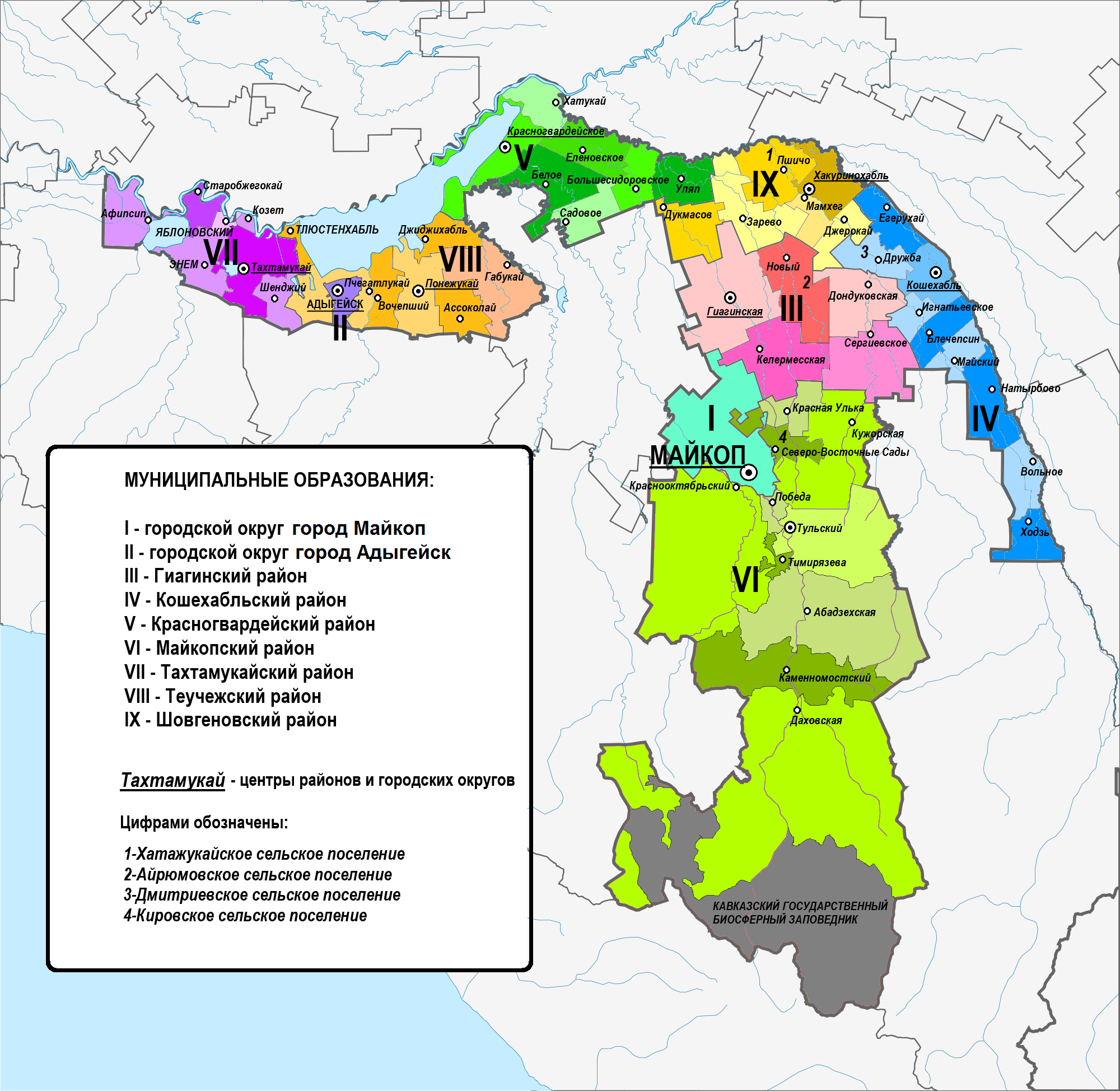
Административно-территориальное деление Республики Адыгея

Согласно Закону Республики Адыгея «Об административно-территориальном устройстве Республики Адыгея», субъект РФ включает административно-территориальные единицы:
- 7 районов: 
  - Гиагинский район,
  - Кошехабльский район,
  - Красногвардейский район,
  - Майкопский район,
  - Тахтамукайский район,
  - Теучежский район,
  - Шовгеновский район,
- 2 города республиканского значения с подчинёнными населёнными пунктами (2 республиканских городских округа)
  - Майкоп (Майкопский республиканский городской округ),
  - Адыгейск (Адыгейский республиканский городской округ).

Они в свою очередь включают относящиеся к административно-территориальным единицам Адыгеи населённые пункты:
- городские населённые пункты:
  - города республиканского значения, города районного значения, посёлки городского типа, дачные посёлки, курортные посёлки;
- сельские населённые пункты:
  - аулы, станицы, сёла, посёлки сельского типа, хутора.

## Муниципальное устройство
В рамках муниципального устройства республики, в границах административно-территориальных единиц Республики Адыгея созданы 60 муниципальных образований, среди которых выделяются:
- 2 городских округа,
- 7 муниципальных районов, в том числе:
  - 48 сельских поселений,
  - 3 городских поселения.

## Районы и города республиканского значения (городские округа)
| №        | Русское название                                    | Адыгейское название    | Флаг | Герб | Код ОКАТО | Население, чел. (2024 г.) | Площадь (км²) | Плотность населения (чел/км²) | Административный центр |
| -------- | --------------------------------------------------- | ---------------------- | ---- | ---- | --------- | ------------------------- | ------------- | ----------------------------- | ---------------------- |
| 1e-06    | Районы (муниципальные районы)                       |                        |      |      |           |                           |               |                               |                        |
| 1        | Гиагинский район                                    | Джэджэ район           |      |      | 79 205    | ↘31 872                   | 796.63        | 40.01                         | станица Гиагинская     |
| 2        | Кошехабльский район                                 | Кощхьаблэ район        |      |      | 79 215    | ↗30 319                   | 607.52        | 49.91                         | аул Кошехабль          |
| 3        | Красногвардейский район                             | Красногвардейскэ район |      |      | 79 218    | ↗32 095                   | 725.52        | 44.24                         | село Красногвардейское |
| 4        | Майкопский район                                    | Мыекъуапэ район        |      |      | 79 222    | ↗59 156                   | 3 667.43      | 16.13                         | посёлок Тульский       |
| 5        | Тахтамукайский район                                | Тэхъутэмыкъуай район   |      |      | 79 230    | ↗131 771                  | 463.60        | 284.23                        | аул Тахтамукай         |
| 6        | Теучежский район                                    | Теуцожь район          |      |      | 79 233    | ↘22 254                   | 697.97        | 31.88                         | аул Понежукай          |
| 7        | Шовгеновский район                                  | Шэуджэн район          |      |      | 79 240    | ↗16 287                   | 521.4         | 31.24                         | аул Хакуринохабль      |
| 7.000002 | Города республиканского значения (городские округа) |                        |      |      |           |                           |               |                               |                        |
| 8        | город Майкоп                                        | Мыекъуапэ къалэ округ  |      |      | 79 401    | ↘161 818                  | 283.58        | 570.63                        | город Майкоп           |
| 9        | город Адыгейск                                      | Адыгэкъалэ             |      |      | 79 403    | ↘15 659                   | 32.39         | 483.45                        | город Адыгейск         |

## История

### 1922—1924 годы
Черкесская (Адыгейская) АО была образована 27 июля 1922 года из части территории Кубано-Черноморской области. Центром автономной области был утверждён город Краснодар, не входивший в её состав. Первоначально АО делилась на три округа, которые, в свою очередь, делились на 41 волость и 1 общество.
| Округ      | Центр             | Волости |
| ---------- | ----------------- | --- |
| Псекупский | аул Тахтамукай    | Вочепшийская, Гатлукайская, Козетская, Лакшукайская, Новобжегокайская, Старобжегокайская, Тахтамукайская, Шабанохабльская, Шапсугское общество, Шенджийская                                                                                             |
| Фарсский   | аул Хакуринохабль | Блечепсинская, Джерокайская, Егерухайская, Кошехабльская, Кабехабльская, Краснобашенная, Мамхеговская, Натырбовская, Пшизовская, Ульская, Хакуринохабльская, Хатажукайская, Хачемзийская, Ходзбская, Штурбинская                                        |
| Ширванский | аул Адамий        | Адамийская, Ассоколайская, Белая, Бжедугхабльская, Габукайская, Джамбичийская, Джиджихабльская, Еленовская, Ивановская, Кончукохабльская, Курго-Терновская, Нечерзийская, Николаевская, Новосевастопольская, Понежукайская, Преображенская, Хатукайская |

24 августа 1922 года Черкесская (Адыгейская) АО была переименована в Адыгейскую (Черкесскую) АО.
24 октября 1923 года Ширванский округ был упразднён, а его территория распределена между Псекупским и Фарсским округами. Одновременно число административных единиц низшего порядка было уменьшено до 19 (18 волостей и 1 общество).
| Округ      | Центр             | Волости |
| ---------- | ----------------- | --- |
| Псекупский | аул Тахтамукай    | Габукайская, Джиджихабльская, Кончукохабльская, Лакшукайская, Новобжегокайская, Понежукайская, Пчегатлукайская, Тахтамукайская, Шабанохабльская, Шапсугское общество |
| Фарсский   | аул Хакуринохабль | Адамийская, Блечепсинская, Джамбичийская, Преображенская, Хакуринохабльская, Хатажукайская, Хатукайская, Ходзинская, Ульская                                         |

2 июня 1924 года в результате административной реформы автономная область вошла в состав Юго-Восточного края РСФСР.

### 1924—1929 годы
5 августа 1924 года окружное и волостное деление в Адыгейской (Черкесской) АО было отменено. Она была разделена на 5 районов, которые делились на 32 сельских совета.
| Район             | Центр               | Сельсоветы |
| ----------------- | ------------------- | --- |
| Джиджихабльский   | аул Понежукай       | Ассоколайский, Габукайский, Джиджихабльский, Курго-Терновский, Понежукайский, Шабанохабльский                   |
| Натырбовский      | село Натырбово      | Блечепсинский, Кошехабльский, Натырбовский, Ходзенский                                                          |
| Преображенский    | село Преображенское | Адамиевский, Бжедугхабльский, Джамбичиевский, Еленовский, Николаевский, Преображенский, Хатукайский             |
| Тахтамукайский    | аул Тахтамукай      | Афипсипский, Лакшукайский, Новобжегокайский, Пчегатлукайский, Старобжегокайский, Тахтамукайский, Шенджийский    |
| Хакуринохабльский | аул Хакуринохабль   | Джерокайский, Егерухайский, Мамхеговский, Пшизовский, Ульский, Хакуринохабльский, Хатажукайский, Хачемзиевский. |

16 октября 1924 года Юго-Восточный край, куда входила АО, был переименован в Северо-Кавказский край.

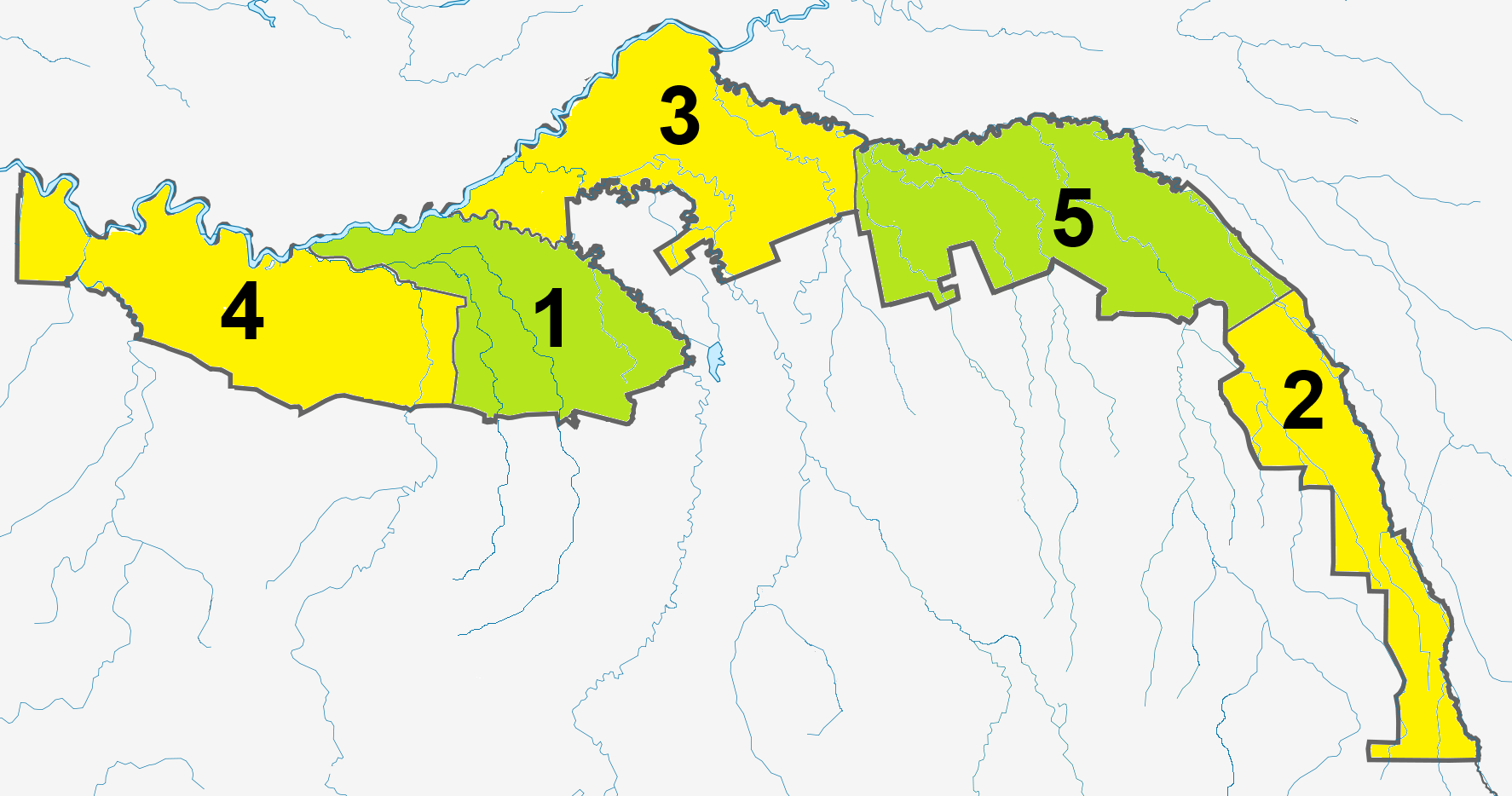
Административно-территориальное деление Адыгеи на 1926 год

Количество и названия сельсоветов постоянно менялись. К началу 1925 года административное деление стало следующим:
| Номер на карте | Район             | Центр               | Сельсоветы |
| -------------- | ----------------- | ------------------- | --- |
| 1              | Джиджихабльский   | аул Понежукай       | Ассоколайский, Габукайский, Джиджихабльский, Кончукохабльский, Курго-Терновский, Понежукайский, Эдепсукайский                                  |
| 2              | Натырбовский      | село Натырбово      | Блечепсинский, Кошехабльский, Натырбовский, Ходзенский                                                                                         |
| 3              | Преображенский    | село Преображенское | Адамиевский, Белый, Бжедугхабльский, Джамбичиевский, Еленовский, Николаевский, Новосевастопольский, Преображенский, Хатукайский                |
| 4              | Тахтамукайский    | аул Тахтамукай      | Афипсипский, Гатлукайский, Козет, Лакшукайский, Новобжегокайский, Пчегатлукайский, Старобжегокайский, Тахтамукайский, Шенджийский, Яблоновский |
| 5              | Хакуринохабльский | аул Хакуринохабль   | Джерокайский, Дукмасовский, Егерухайский, Мамхеговский, Пшизовский, Ульский, Хакуринохабльский, Хатажукайский, Хачемзиевский, Чернышевский     |

В том же году Джиджихабльский район был переименован в Понежукайский. В 1926-1927 годах возникло несколько новых сельских советов: Безладновский, Игнатьевский (Натырбовский район), Большесидоровский, Ивановский, Саратовский (Преображенский район), Кошехабльский, Краснобашенный, Штурбинский (Хакуринохабльский район). Дукмасовский сельский совет в эти годы был упразднён.
3 августа 1928 года Адыгейская (Черкесская) АО была переименована в Адыгейскую АО.

### 1929—1936 годы
7 февраля 1929 года административно-территориальное деление Адыгеи вновь было трансформировано. Вместо пяти районов было создано три. Число сельсоветов также несколько уменьшилось.
| Район             | Центр             | Сельсоветы |
| ----------------- | ----------------- | --- |
| Красногвардейский | село Николаевское | Адамиевский, Белосельский, Верхненазаровский, Джамбичиевский, Дукмасовский, Еленовский, Курго-Терновский, Николаевский, Новосевастопольский, Саратовский, Хатукайский                                                                      |
| Псекупский        | аул Понежукай     | Ассоколайский, Афипсипский, Габукайский, Городской, Джиджихабльский, Красносельский, Лакшукайский, Новобжегокайский, Понежукайский, Пчегатлукайский, Старобжегокайский, Суповский, Тахтамукайский, Шенджийский, Эдепсукайский, Яблоновский |
| Шовгеновский      | аул Хакуринохабль | Блечепсинский, Вольновский, Дмитриевский, Дорошенковский, Егерухайский, Игнатьевский, Кошехабльский, Натырбовский, Пшизовский, Хатажукайский, Хачемзиевский, Ходзинский, Уляпский.                                                         |

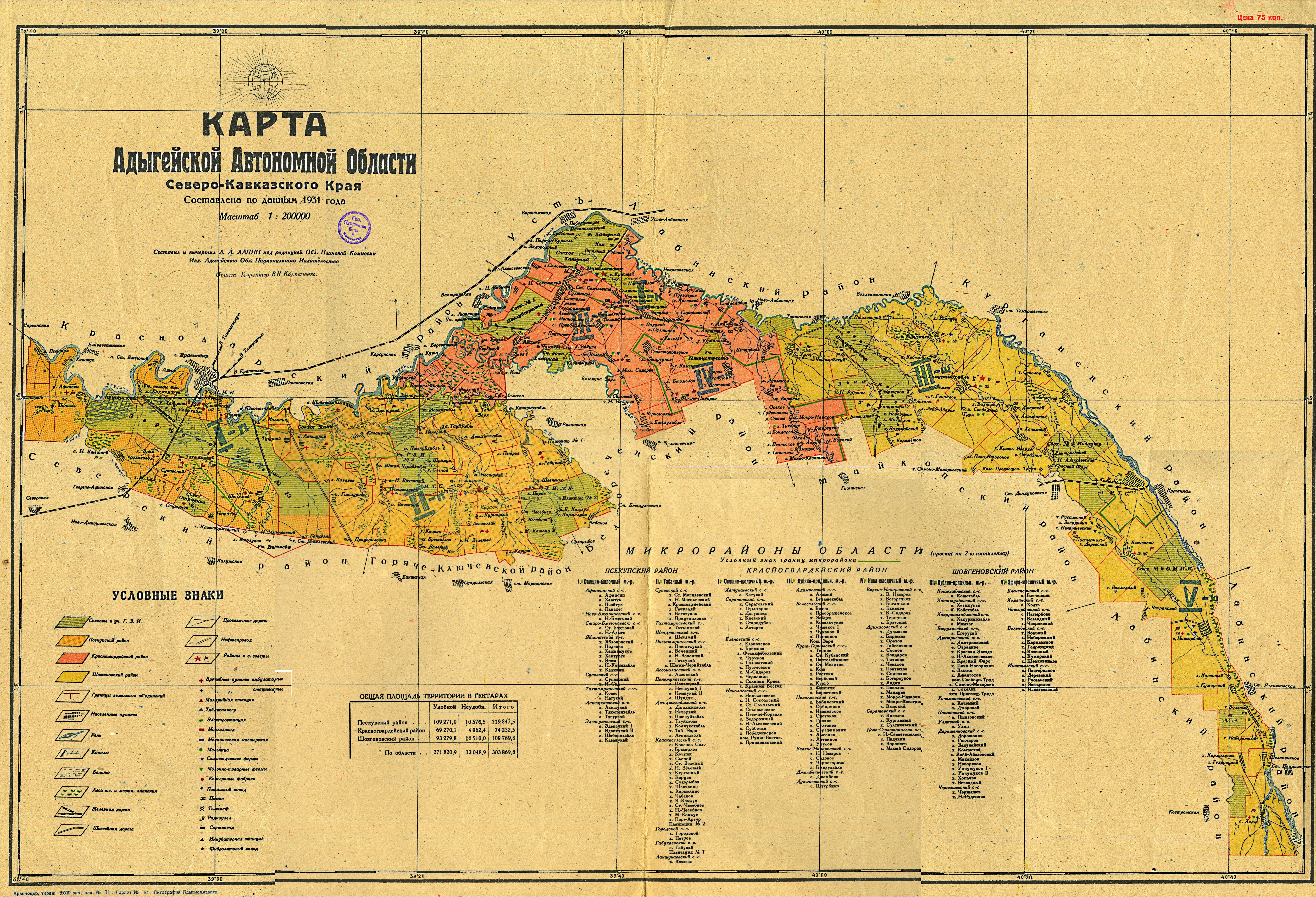
Адыгейская автономная область, 1931 год.

10 января 1934 года из Северо-Кавказского края был выделен Азово-Черноморский край, куда была отнесена Адыгейская АО. 28 декабря того же года на территории Азово-Черноморского края было проведено разукрупнение районов, в результате в Адыгейской АО число районов увеличилось до 5, а сельских советов с 40 до 43.
| Район             | Центр             | Сельсоветы |
| ----------------- | ----------------- | --- |
| Кошехабльский     | аул Кошехабль     | Блечепсинский, Вольный, Дмитриевский, Егерухайский, Игнатьевский, Кошехабльский, Натырбовский, Хачемзиевский, Ходзенский                                |
| Красногвардейский | село Николаевское | Адамиевский, Белосельский, Верхненазаровский, Джамбичиевский, Еленовский, Курго-Терновский, Николаевский, Новосевастопольский, Саратовский, Хатукайский |
| Понежукайский     | аул Понежукай     | Ассоколайский, Габукайский, Городской, Джиджихабльский, Красносельский, Понежукайский, Пчегатлукайский, Эдепсукайский                                   |
| Тахтамукайский    | аул Тахтамукай    | Афипсипский, Зерносовхоза № 13, Лакшукайский, Новобжегокайский, Старобжегокайский, Суповский, Тахтамукайский, Шенджийский, Яблоновский                  |
| Шовгеновский      | аул Хакуринохабль | Дукмасовский, Дорошенковский, Пшизовский, Уляпский, Хакуринохабльский, Хатажукайский, Чернышевский                                                      |

### 1936—1954 годы
10 апреля 1936 года к Адыгейской АО был присоединён город Майкоп, а также Гиагинский район и Ханский сельский совет Майкопского района Азово-Черноморского края. Число районов увеличилось до шести. Центр АО был перенесён из Краснодара в Майкоп. В том же году Тахтамукайский район был переименован в район Хакурате, а аул Тахтамукай — в селение Хакурате.
13 сентября 1937 года Азово-Черноморский край был разделён на Ростовскую область и Краснодарский край. В состав последнего вошла Адыгейская АО.
26 октября 1938 года району Хакурате было возвращено прежнее название: Тахтамукайский, а селение Хакурате вновь стало аулом Тахтамукаем. 21 февраля 1940 года был образован 7-й район Адыгейской АО — Майкопский, с центром в городе Майкопе. 15 июля того же года Понежукайский район был переименован в Теучежский в честь адыгейского поэта Теучежа. 21 февраля 1940 года к Адыгейской АО был присоединён Кужорский сельский совет Тульского района Краснодарского края. В результате к 1 апреля 1941 года административно-территориальное устройство Адыгеи имело следующий вид:
| Район             | Центр              | Сельсоветы |
| ----------------- | ------------------ | --- |
| Гиагинский        | станица Гиагинская | Айрюмовский, Гиагинский, Дондуковский, Закаляевский, Келермесский, Сергиевский, Сухобалковский, Тамбовский                                                            |
| Кошехабльский     | аул Кошехабль      | Блечепсинский, Вольный, Дмитриевский, Егерухайский, Игнатьевский, Кошехабльский, Натырбовский, Хачемзиевский, Ходзенский                                              |
| Красногвардейский | село Николаевское  | Адамиевский, Белосельский, Будённовский, Верхненазаровский, Джамбичиевский, Еленовский, Курго-Терновский, Николаевский, Новосевастопольский, Саратовский, Хатукайский |
| Майкопский        | город Майкоп       | Кировский, Краснооктябрьский, Красноульский, Кужорский, Первомайский, Ханский                                                                                         |
| Тахтамукайский    | аул Тахтамукай     | Афипсипский, Лакшукайский, Новобжегокайский, Старобжегокайский, Суповский, Тахтамукайский, Шенджийский, Энемский поселковый совет, Яблоновский                        |
| Теучежский        | аул Понежукай      | Ассоколайский, Большекамлукский, Городской, Джиджихабльский, Красносельский, Понежукайский, Пчегатлукайский, Теучежхабльский, Эдепсукайский                           |
| Шовгеновский      | аул Хакуринохабль  | Дорошенковский, Дукмасовский, Пшизовский, Уляпский, Хакуринохабльский, Хатажукайский, Чернышевский                                                                    |

В 1941—1954 годах значительных изменений в административно-территориальном делении Адыгеи не происходило.

### 1954—1964 годы
В 1954 году по всей стране начался процесс укрупнения районов и сельских советов. 17 июня 1954 года число сельсоветов в Адыгеи уменьшилось с 59 до 38.
| Район             | Центр              | Сельсоветы                                                                                        |
| ----------------- | ------------------ | ------------------------------------------------------------------------------------------------- |
| Гиагинский        | станица Гиагинская | Айрюмовский, Гиагинский, Дондуковский, Келермесский, Сергиевский                                  |
| Кошехабльский     | аул Кошехабль      | Блечепсинский, Вольненский, Дмитриевский, Егерухайский, Кошехабльский, Натырбовский, Ходзенский   |
| Красногвардейский | село Николаевское  | Белосельский, Верхненазаровский, Джамбичиевский, Курго-Терновский, Николаевский, Саратовский      |
| Майкопский        | город Майкоп       | Кировский, Краснооктябрьский, Кужорский, Ханский                                                  |
| Тахтамукайский    | аул Тахтамукай     | Афипсипский, Лакшукайский, Старобжегокайский, Тахтамукайский, Шенджийский                         |
| Теучежский        | аул Понежукай      | Большекамлукский, Джиджихабльский, Понежукайский, Пчегатлукайский, Теучежхабльский, Эдепсукайский |
| Шовгеновский      | аул Хакуринохабль  | Дукмасовский, Уляпский, Хакуринохабльский, Хатажукайский, Чернышевский                            |

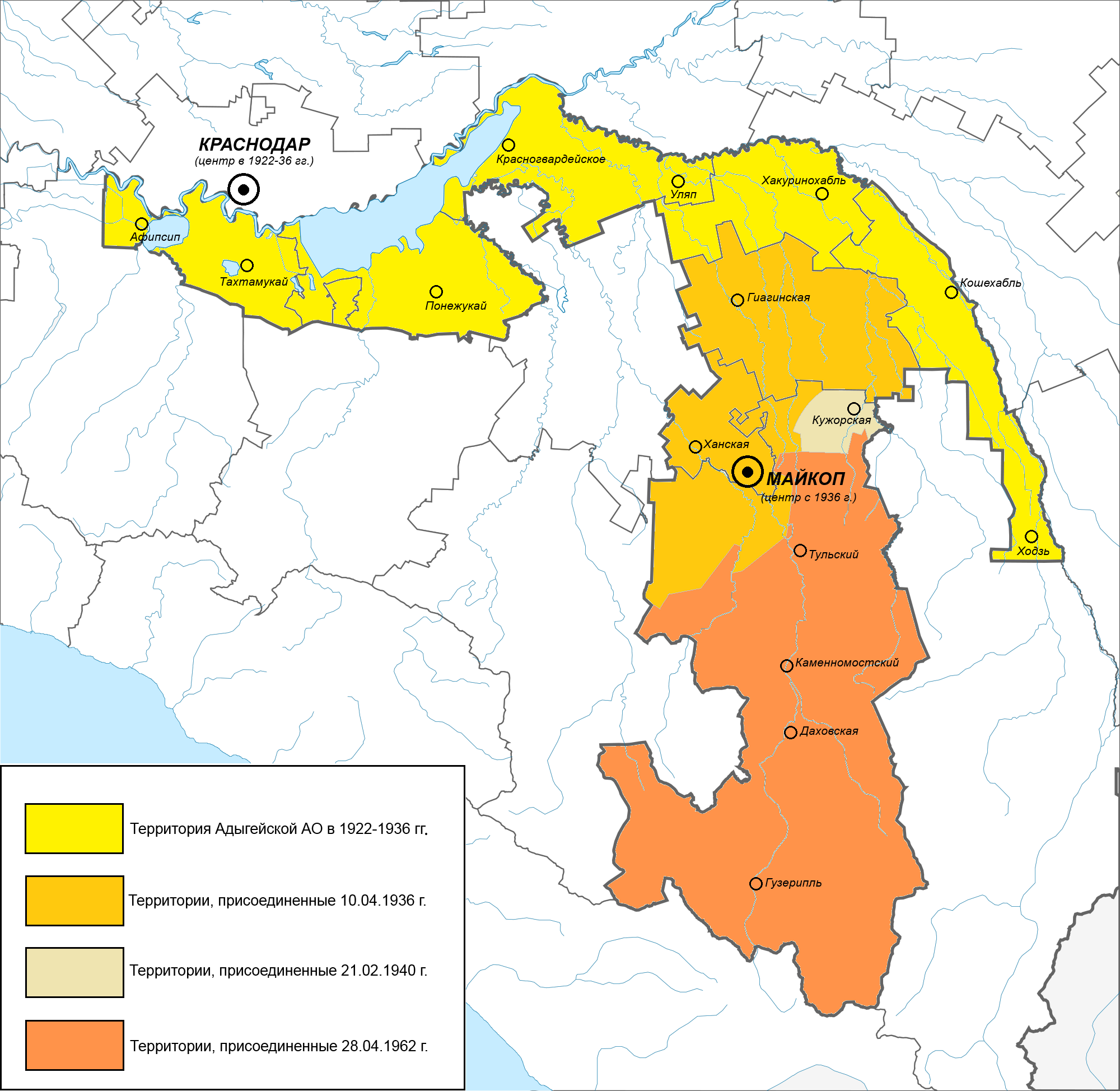
Рост территории Адыгеи

7 декабря 1956 года Шовгеновский и Теучежский районы были упразднены. Территория первого была распределена между Гиагинским, Кошехабльским и Красногвардейским районами, а второй целиком вошёл в состав Тахтамукайского района. Одновременно Майкопский район был упразднён, а его территория передана Майкопскому горсовету.
В 1957 году в прежних границах был восстановлен Теучежский район. Тахтамукайский район был переименован в Октябрьский, его центр аул Тахтамукай — в аул Октябрьский. 21 марта 1958 года был восстановлен Шовгеновский район, его центр аул Хакуринохабль был переименовали в аул Шовгеновский. В том же 1958 году в Октябрьском районе появился пгт. Яблоновский.
В 1959 году был восстановлен Майкопский район.
В 1961 году село Николаевское, центр Красногвардейского района, было переименовано в село Красногвардейское.
28 апреля 1962 года к Адыгейской АО была присоединена территория упразднённого Тульского района Краснодарского края (3,2 тыс. км²). Эта территория была включена в Майкопский район. Таким образом, внешние границы Адыгеи приняли современные очертания.
1 февраля 1963 года прошла всесоюзная реформа районного деления. Вместо районов были образованы сельские и промышленные районы. Так, в Адыгее стало 4 сельских и 1 промышленный район:
- Гиагинский сельский (центр — станица Гиагинская),
- Красногвардейский сельский (центр — село Красногвардейское),
- Теучежский сельский (центр — аул Октябрьский),
- Шовгеновский сельский (центр — аул Кошехабль),
- Тульский промышленный (центр — станица Тульская).

26 апреля того же года станица Тульская была отнесена к категории рабочих посёлков и сменила название на Тульский.

### 1965—1991 годы
Реформа низового административно-территориального деления оказалась неэффективной, поэтому в 1965 году начался возврат к старой системе районного деления. Промышленные и сельские районы вновь стали именоваться районами, а их число стало постепенно возрастать.
12 января 1965 года Тульский промышленный район был упразднён, остальные районы утратили в своём наименовании определение «сельский». Были восстановлены Кошехабльский и Майкопский районы. Центром Кошехабльского района стал аул Кошехабль, а центр Шовгеновского района был перенесён в аул Шовгеновский. Центром Майкопского района стал пгт. Тульский. 15 февраля 1965 года Дукмасовский сельский совет, хутора Чернышев и Веселый Уляпского сельского совета переданы из Красногвардейского района в Шовгеновский. Туда же из Кошехабльского района переподчинили аул Джеракай и хутора Свободный Труд и Семено-Макаренский.
В 1967 году хутор Энем получил статус посёлка городского типа. В 1973 году был зарегистрирован пгт. Адыгейский, основанный в 1969 году. В том же году статус посёлка городского типа получил аул Тлюстенхабль.
27 июля 1976 года пгт. Адыгейский был преобразован в город областного подчинения Теучежск. Одновременно туда был перенесён центр Теучежского района.
25 апреля 1983 года был образован Октябрьский район с центром в ауле Октябрьском.
1 января 1985 года административно-территориальное деление Адыгейской АО имело следующий вид:
| Район             | Центр                  | Сельсоветы |
| ----------------- | ---------------------- | --- |
| Майкоп            |                        | |
| Теучежск          |                        | |
| Гиагинский        | станица Гиагинская     | Айрюмовский, Гиагинский, Дондуковский, Келермесский, Сергиевский |
| Кошехабльский     | аул Кошехабль          | Блечепсинский, Вольненский, Дмитриевский, Егерухайский, Кошехабльский, Майский, Натырбовский, Ходзенский |
| Красногвардейский | село Красногвардейское | Белосельский, Еленовский, Красногвардейский, Садовый, Уляпский, Хатукайский |
| Майкопский        | пгт Тульский           | Абадзехский, Даховский, Западный, Каменномостский поселковый, Кировский, Краснооктябрьский, Кужорский, Курджипский, Новосвободненский, Побединский, Тимирязевский, Тульский поселковый, Хамышкинский, Ханский |
| Октябрьский       | аул Октябрьский        | Афипсипский, Октябрьский, Шенджийский, Энемский поселковый, Яблоновский поселковый |
| Теучежский        | город Теучежск         | Ассоколайский, Вочепшийский, Джиджихабльский, Понежукайский, Пчегатлукайский, Теучежский |
| Шовгеновский      | аул Шовгеновский       | Джерокайский, Дукмасовский, Заревский, Хатажукайский, Шовгеновский |

В 1990 году город Теучежск был переименован в Адыгейск, а Октябрьский район в Тахтамукайский. В 1996 году аулу Шовгеновскому было возвращено название Хакуринохабль.

### С1990 года
5 октября 1990 года Адыгейская АО была провозглашена Адыгейской АССР. 3 июля 1991 года был подписан Закон РСФСР «О преобразовании Адыгейской АО в ССР Адыгея». 24 марта 1992 года ССР Адыгея была переименована в Республику Адыгея.
В результате муниципальной реформы 2006 года и последующих изменений на начало 2013 года административно-территориальное деление и муниципальное устройство Адыгеи имеет следующий вид:
| Район/Городской округ | Центр                  | Сельские и городские поселения |
| --------------------- | ---------------------- | --- |
| Майкоп                | город Майкоп           | |
| Адыгейск              | город Адыгейск         | |
| Гиагинский            | станица Гиагинская     | Айрюмовское, Гиагинское, Дондуковское, Келермесское, Сергиевское                                                                       |
| Кошехабльский         | аул Кошехабль          | Блечепсинское, Вольненское, Дмитриевское, Егерухайское, Игнатьевское, Кошехабльское, Майское, Натырбовское, Ходзенское                 |
| Красногвардейский     | село Красногвардейское | Белосельское, Большесидоровское, Еленовское, Красногвардейское, Садовское, Уляпское, Хатукайское                                       |
| Майкопский            | посёлок Тульский       | Абадзехское, Даховское, Каменномостское, Кировское, Краснооктябрьское, Красноульское, Кужорское, Побединское, Тимирязевское, Тульское. |
| Тахтамукайский        | аул Тахтамукай         | Афипсипское, Октябрьский, Шенджийский, Старобжегокай, посёлок Энем, посёлок Яблоновский                                                |
| Теучежский            | аул Понежукай          | Ассоколайское, Вочепшийское, Габукайское, Джиджихабльское, Понежукайское, Пчегатлукайское, посёлок Тлюстенхабль                        |
| Шовгеновский          | аул Хакуринохабль      | Джерокайское, Дукмасовское, Заревское, Мамхегское, Хатажукайское, Хакуринохабльское                                                    |

## Динамика численности административных единиц
| Год  | Число районов                 | Число сельсоветов                            |
| ---- | ----------------------------- | -------------------------------------------- |
| 1922 | 3 округа                      | 41 волость, 1 общество                       |
| 1923 | 2 округа                      | 18 волостей, 1 общество                      |
| 1924 | 5 районов                     | 32 сельсовета                                |
| 1925 | 5 районов                     | 40 сельсоветов                               |
| 1929 | 3 района                      | 40 сельсоветов                               |
| 1934 | 5 районов                     | 43 сельсовета                                |
| 1941 | 7 районов                     | 59 сельсоветов                               |
| 1955 | 7 районов                     | 38 сельсоветов                               |
| 1985 | 7 районов                     | 45 сельсоветов, 4 поселковых совета          |
| 2013 | 7 районов, 2 городских округа | 48 сельских поселений, 3 городских поселения |